# Кулой (робітниче селище)
Кулой (рос. Кулой) — робітниче селище в Вельському районі Архангельської області Російської Федерації.
Населення становить 5002 особи. Входить до складу муніципального утворення Кулойське муніципальне утворення.

## Історія
Від 1937 року належить до Архангельської області.
Від 2004 року належить до муніципального утворення Кулойське муніципальне утворення.

## Населення
| 1959   | 1970  | 1979  | 1989  | 2002  | 2009  | 2010  |
| ------ | ----- | ----- | ----- | ----- | ----- | ----- |
| 10 279 | ↘9100 | ↘8441 | ↗8934 | ↘6817 | ↘6239 | ↘5946 |
| 2011   | 2012  | 2013  | 2014  | 2015  | 2016  | 2017  |
| ↘5917  | ↘5848 | ↘5751 | ↗5842 | ↘5488 | ↘5309 | ↘5200 |